# Роджер Дженкінс
Роджер Дженкінс (англ. Roger Jenkins; 18 листопада 1911, Епплтон — 4 травня 1994) — американський хокеїст, що грав на позиції захисника.
Володар Кубка Стенлі.

## Кар'єра гравця
Народився в місті Епплтон, Вісконсин, проте згодом переїхав до Порт-Артура, Онтаріо, де розпочав своє хокейне навчання. Хокейну кар'єру розпочав 1930 року виступами за команду «Торонто Мейпл-Ліфс». 28 жовтня 1930 року на правах вільного агента перейшов до клубу НХЛ «Чикаго Блекгокс». Місяць по тому повернувся в «Торонто», але наприкінці сезону знову почав захищати кольори «Чикаго». У складі «Чорних яструбів» вперше став переможцем Кубку Стенлі 1934 року. Під час параду перемоги «Яструбів» після тріумфу в Кубку Стенлі 1934 року, він катав воротаря команди Чарлі Гардінера, пізніше введеного до Зали слави, навколо ділового центу Чикаго на тачці, оскільки програв зроблене перед початком плей-оф парі.
Через декілька років став частиною договору про обмін шести гравців: Лорн Шабо, Гові Моренц та Марті Бурк приєдналися до «Блекгокс», а Лерой Голдсворті, Ліонель Конашер та власне Роджер перейшли до «Монреаль Канадієнс».
Після цього виступав у декількох клубах НХЛ: «Бостон Брюїнс», знову в «Канадієнс», «Монреаль Марунс», а потім у «Нью-Йорк Амеріканс», допоки в 1937 році не повернувся до «Чикаго Блекгокс». У сезоні 1937–1938 років у складі «Чикаго» став володарем Кубку Стенлі.
Після сезону, проведеного в НХЛ, три сезони виступав у Американській хокейній лізі, при цьому в складі «Герші Беарс» двічі виходив до фіналу Кубку Колдера, але в обох випадках його команда поступалася. Після цього протягом наступних 5-ти сезонів виступав у Хокейній лізі Тихоокеанського узбережжя у складі «Сіетл Старз», допоки в 1948 році не завершив кар'єру гравця.
Загалом провів 351 матч у НХЛ, включаючи 24 гри плей-оф Кубка Стенлі.

## Статистика
| 1930-31      | «Торонто Мейпл Ліфс» | НХЛ          | 21  | 0  | 0  | 0  | 12  | -  | - | - | - | -  |
| 1930-31      | «Чикаго Блекгокс»    | НХЛ          | 10  | 0  | 1  | 1  | 2   | -  | - | - | - | -  |
| 1931-32      | «Бронкс Тайгерс»     | КАХЛ         | 40  | 9  | 7  | 16 | 65  | 2  | 0 | 0 | 0 | 4  |
| 1932-33      | «Чикаго Блекгокс»    | НХЛ          | 46  | 3  | 10 | 13 | 42  | -  | - | - | - | -  |
| 1933-34      | «Чикаго Блекгокс»    | НХЛ          | 48  | 2  | 2  | 4  | 37  | 8  | 0 | 0 | 0 | 4  |
| 1934-35      | «Монреаль Канадієнс» | НХЛ          | 45  | 4  | 6  | 10 | 63  | 2  | 1 | 0 | 1 | 2  |
| 1935-36      | «Бостон Брюїнс»      | НХЛ          | 42  | 2  | 6  | 8  | 51  | 2  | 0 | 1 | 1 | 2  |
| 1935-36      | «Бостон Кабс»        | КАХЛ         | 5   | 2  | 2  | 4  | 9   | -  | - | - | - | -  |
| 1936-37      | «Монреаль Канадієнс» | НХЛ          | 10  | 0  | 0  | 0  | 8   | -  | - | - | - | -  |
| 1936-37      | «Монреаль Марунс»    | НХЛ          | 1   | 0  | 0  | 0  | 0   | -  | - | - | - | -  |
| 1936-37      | «Нью-Йорк Американс» | НХЛ          | 26  | 1  | 4  | 5  | 6   | -  | - | - | - | -  |
| 1937-38      | «Чикаго Блекгокс»    | НХЛ          | 37  | 1  | 8  | 9  | 26  | 10 | 0 | 6 | 6 | 8  |
| 1938-39      | «Чикаго Блекгокс»    | НХЛ          | 14  | 1  | 1  | 2  | 2   | -  | - | - | - | -  |
| 1938-39      | «Нью-Йорк Американс» | НХЛ          | 27  | 1  | 1  | 2  | 4   | 2  | 0 | 0 | 0 | 0  |
| 1939-40      | «Спрингфілд Індіанс» | ІАХЛ         | 50  | 8  | 18 | 26 | 20  | 2  | 0 | 0 | 0 | 0  |
| 1940-41      | «Гершлі Берс»        | АХЛ          | 56  | 5  | 19 | 24 | 81  | 10 | 3 | 1 | 4 | 12 |
| 1941-42      | «Гершлі Берс»        | АХЛ          | 55  | 9  | 28 | 37 | 90  | 10 | 3 | 5 | 8 | 10 |
| 1942-43      | «Гершлі Берс»        | АХЛ          | 56  | 10 | 33 | 43 | 90  | 6  | 0 | 1 | 1 | 2  |
| 1942-43      | «Вашингтон Лайонс»   | АХЛ          | 1   | 0  | 0  | 0  | 0   | -  | - | - | - | -  |
| 1943-44      | «Сіетл Айронмен»     | ПКХЛ         | 16  | 16 | 19 | 35 | 45  | 2  | 1 | 3 | 4 | 2  |
| 1943-44      | «Портленд Ойлерс»    | ПКХЛ         | -   | -  | -  | -  | -   | 4  | 2 | 3 | 5 | 12 |
| 1944-45      | «Сіетл Старз»        | ПКХЛ         | -   | -  | -  | -  | -   | -  | - | - | - | -  |
| 1945-46      | «Сіетл Айронмен»     | ПКХЛ         | 55  | 12 | 20 | 32 | 69  | -  | - | - | - | -  |
| 1946-47      | «Такома Рокетс»      | ПКХЛ         | 55  | 9  | 22 | 31 | 40  | -  | - | - | - | -  |
| 1947-48      | «Такома Рокетс»      | ПКХЛ         | 58  | 6  | 24 | 30 | 101 | -  | - | - | - | -  |
| Усього в НХЛ | Усього в НХЛ         | Усього в НХЛ | 327 | 15 | 39 | 54 | 253 | 24 | 1 | 7 | 8 | 16 |